# Reusel (plaats)
Reusel (Brabants: Reuzel) is de hoofdplaats van de gemeente Reusel-De Mierden, in de Nederlandse provincie Noord-Brabant. Reusel is gelegen in regio de Kempen. Dichtstbijzijnde grote steden zijn Turnhout, Tilburg en Eindhoven. Reusel is een van de Acht zaligheden.
Reusel heeft voornamelijk nog een dorps karakter maar langs de Wilhelminalaan is op het einde van de 20e eeuw een stadhuis, winkelcentrum en busstation gebouwd die de omgeving een wat meer stedelijk aandoend karakter geven.
Het dorp staat bekend om het dorpsdialect, dat nog steeds gesproken wordt, en om natuurgebied Het Goor dat ook wel de Reuselse Moeren genoemd wordt.

## Geschiedenis
Het dorp Reusel is als woonkern vermoedelijk ontstaan in de 7e eeuw, en bestond toen uit verspreide bebouwing. De belangrijkste kernen waren Reuseldorp en Lensheuvel. De buurtschap Lensheuvel maakt tegenwoordig onderdeel uit van het dorp. De vroegste bewoningssporen zijn uit de 6e eeuw, maar van een nederzetting was toen nog geen sprake.
Opgravingen, die begonnen zijn in 1997, hebben duidelijk gemaakt dat er een romaanse kerk in Reusel heeft bestaan. Deze is waarschijnlijk voorafgegaan door een houten kerkje, waar de ligging van de oudst gevonden graven op wijst. De romaanse kerk wordt vermeld in een document uit de 12e eeuw. Vanouds waren de kerken in Reusel toegewijd aan Maria. In de Middeleeuwen werd hier een wonderbaarlijk Mariabeeldje vereerd. Aan deze praktijk kwam omstreeks het jaar 1600 een einde. Het beeldje, vermoedelijk een Sedes Sapientiae, is ten prooi geraakt aan verval. Het huidige beeld, eveneens een Sedes Sapientiae, is gemaakt door Albert Meertens en in de kerk geplaatst in 1946.
De tufstenen romaanse kerk werd geleidelijk aan uitgebreid met bakstenen delen en is later vervangen door een gotische kerk die tot 1897 bleef bestaan. De kerken waren gesitueerd bij de huidige bushalteplaats.
De gotische kerk was een kwartkerk die uit vier traveeën bestond. Zij bestond reeds in de 14e eeuw. Vermoedelijk in 1530 zijn er twee hoge kruisarmen bijgebouwd. Een der twee altaren was gewijd aan Maria. Bestuurlijk viel Reusel grotendeels onder de Abdij van Postel.
In 1580 werd het dorp door oorlogsgeweld in het kader van de Tachtigjarige Oorlog verwoest en is een tijdlang verlaten geweest.
Na 1648 werd de kerk genaast door de Hervormden. De katholieken kerkten aanvankelijk te Arendonk maar mochten in 1672 een schuurkerk bouwen te Lensheuvel. Deze stortte in 1747 in, werd herbouwd maar brandde af in 1795. Toen ook kregen de Katholieken hun oude kerk weer terug. Deze werd nog hersteld in 1823 maar ze werd gesloopt in 1897, nadat in 1895 de neogotische kerk was gereedgekomen aan de noordelijke kant van de huidige Wilhelminalaan. Reeds eerder waren een zustersklooster (1879) en een fratersklooster (1884) opgericht. Beide kloosters zijn opgeheven, dat van de Zusters van Veghel in 1992.
In 1944, tijdens de gevechten die samenhingen met de Bevrijding, werd de toren beschadigd door beschietingen van de Engelsen die veronderstelden dat zich Duitsers in deze toren bevonden.
In 1997 werd de gemeente Reusel samengevoegd met Hooge en Lage Mierde om de gemeente Reusel-De Mierden te vormen, waarvan Reusel de hoofdplaats werd. Als vervolg hierop werd het nieuwe gemeentehuis gebouwd.

## Bezienswaardigheden

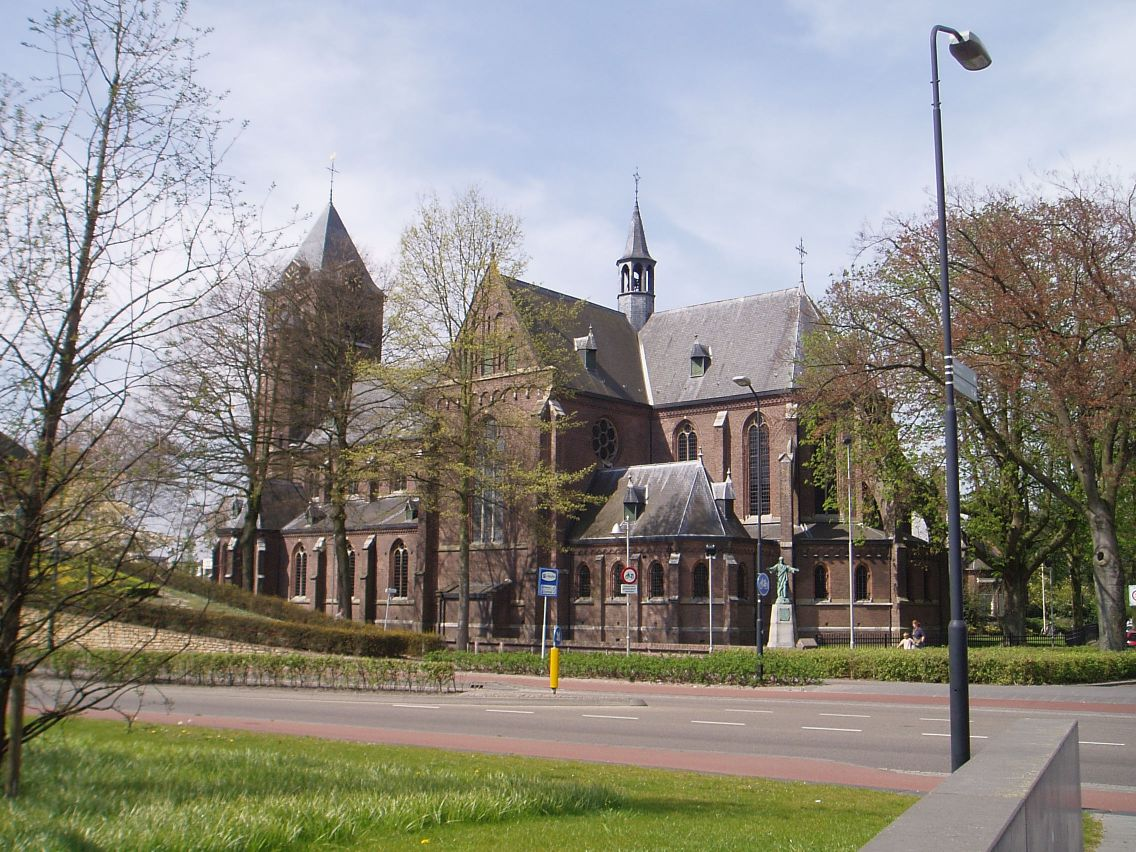
Onze Lieve Vrouwe Tenhemelopneming kerk

De kerk, de begraafplaats, een park en de bijbehorende pastoriegebouwen vormen een mooi ensemble. Het Kerkplein wordt geflankeerd door het:
- Gemeentehuis, een opvallend gebouw in antroposofische architectuur, ontworpen door Max van Huut met daktuin en carillon, geopend in 2000.
- Monumenten op het Kerkplein, namelijk een bloem en het Monument voor de Gevallenen uit de Tweede Wereldoorlog.
- De Onze-Lieve-Vrouw-Ten-Hemelopnemingkerk[3] aan het Kerkplein is een neogotische kruisbasiliek uit 1895. De toren is geflankeerd door een kleine traptoren. Voorts is er een vieringtorentje. Het ruime interieur is voorzien van kruisribgewelven en glas in lood van Toon Ninaber van Eyben. Architecten waren P.J. Bekkers en A. Brüning, uit de school van Jos Cuypers.
- Dorpspomp op de hoek Kerkstraat/Lindestraat.
- Begraafplaats met in de muur een bas-reliëf van treurende vrouwen bij de Graflegging van Christus. Op de begraafplaats het graf van Deken van der Wee ('s-Hertogenbosch, 1822 - Reusel,1906), Eere kamerheer van Z.H. den Paus, Deken van het Dekenaat Bladel en 37 jaren Pastoor te Reusel en oprichter van de twee kloosters.
- Deken van der Wee Park, een klein en fraai aangelegd park ten noorden van de kerk, met daarin onder meer een monumentale beuk. De beuk is op 23 maart 2017 gerooid omdat deze in slechte staat verkeerde.

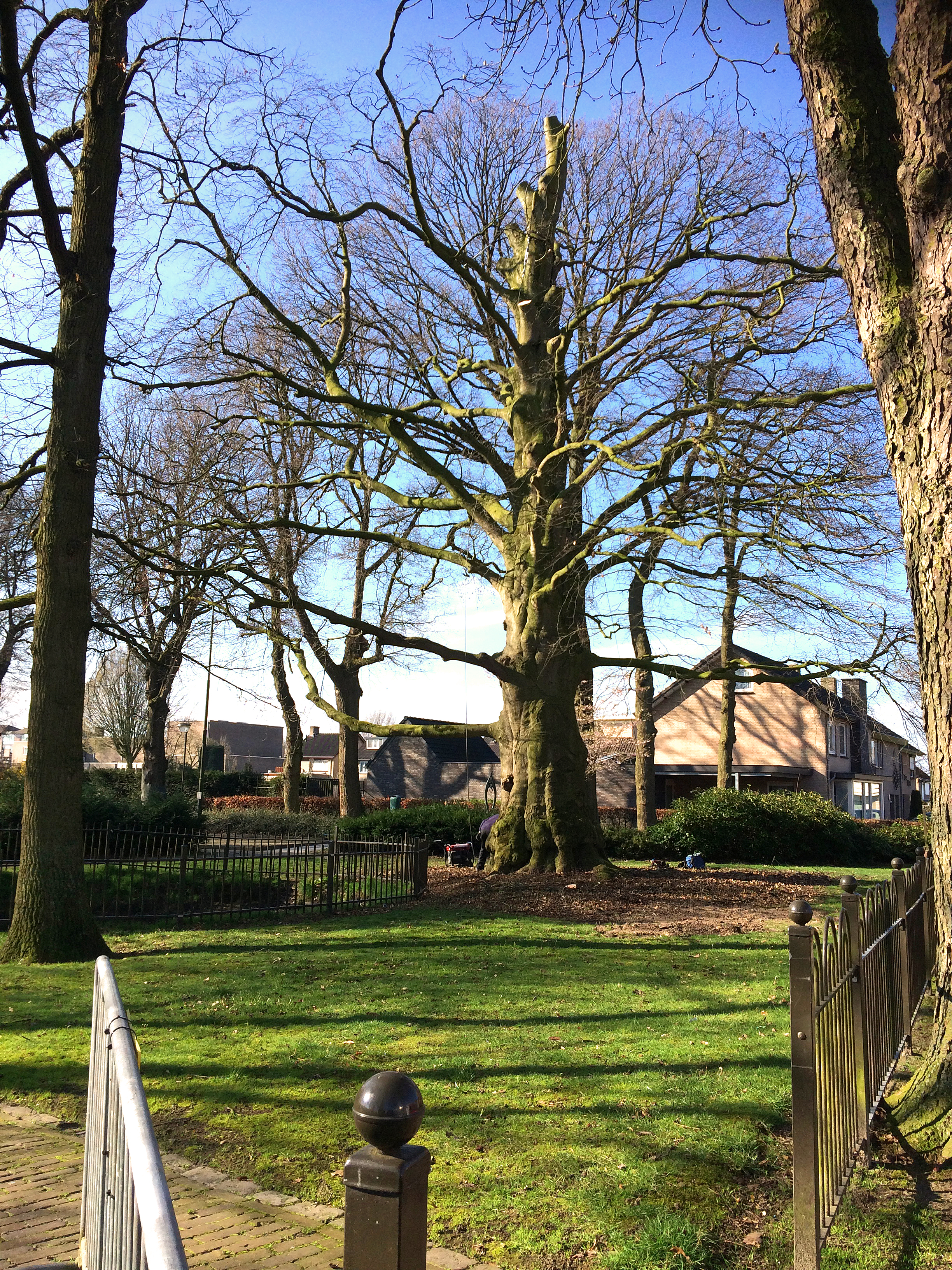
De eerste takken bij de top van de beuk zijn in de vroege ochtend verwijderd

Reusel kent drie kapelletjes:
- Een Mariakapel aan De Buizerd uit 1993 gebouwd door Jan Hoeks ter nagedachtenis aan zijn moeder. Het bevat een Mariabeeld dat afkomstig is uit Scherpenheuvel, een geliefd doel voor bedevaartgangers uit Reusel.
- Een veldkapelletje (Boskapel) aan de Burgemeester Willekenslaan uit omstreeks 1950, als dank voor het feit dat niemand van de Reuselse militairen in Indonesië is gesneuveld.
- De Poolse kapel uit 1988 aan de Mierdseweg is gebouwd door Guus Roijakkers die als ondernemer contacten met Polen onderhield. Het bevat een beeltenis van de zwarte madonna.

## Natuur en landschap
Het dorp Reusel wordt voornamelijk door agrarisch gebied omgeven, waarin ook enkele perceeltjes naaldbos te vinden zijn. De Reusel ontspringt ten zuidoosten van het dorp, waar ze gevormd wordt door onder meer de Belevense Loop en het Hoevense Loopje, die beide gekanaliseerd zijn. Ten oosten van Reusel vindt men de Rouwenbogtloop die in de Raamsloop uitkomt, die uiteindelijk ook naar de Reusel stroomt. Langs beide stroompjes zijn nog enkele broekbosjes te vinden. Ten westen van Reusel ligt het Beleven, een jonge heideontginning die opnieuw tot natuurgebied is omgevormd.
Verdere belangrijke natuurgebieden liggen ten zuiden van Reusel, tegen de Belgische grens aan. Het betreft:
- De Reuselse Moeren, een kleinschalig turfwinningslandschap.
- Peelse Heide en Groote Cirkel, een cultuurhistorisch interessante heideontginning waarop voornamelijk grove den is aangeplant.

De dennenbomen in de Groote Cirkel, die in de crisistijd voor de Tweede Wereldoorlog geplant zijn in het kader van de werkverschaffing, werden in 2012 om te komen tot biotoopverbetering gerooid. Het is nu een grote open vlakte waarop naar natuurontwikkelaars verwachten nadat er is geplagd weer heide gaat groeien.

## Economie
Reusel was oorspronkelijk een agrarisch dorp, maar dit veranderde toen Adrianus Willekens in 1877 een sigarenfabriek begon. Spoedig werd hij gevolgd door diverse anderen, zoals de gebroeders Van der Pas in 1896, Joe Peters in 1897, en C. Segers in 1898. In de eerste decennia van de 20e eeuw volgden nog vele andere sigarenfabrieken, er hebben er in totaal een dertigtal bestaan, al zijn die nooit allemaal gelijktijdig in bedrijf geweest. Soms gingen ze failliet of sloten om andere redenen.
Van 1911 tot 1921 was de sigarenfabriek van J. Swane een vestiging te Reusel en van 1913-1921 had de Eindhovense sigarenfabrikant F. van Gardinge & Co. een filiaal te Reusel. De gebroeders Wintermans waren er van 1925-1930
Vanaf 1938 was ook Willem II actief in Reusel.
In Reusel staat sinds 1928 een fabriek van de Karel I sigarenfabrieken. Deze is al decennialang gesloten maar het gebouw bestaat nog steeds.
Bekende merken waren onder andere: Trésor, Soprano, Subliem, Gretha, Succes.
Uit de agrarische sfeer kwamen nog andere bedrijven voor, zoals Zakkenhandel van den Borne (Bekend als Nol Zak), oorspronkelijk een handelaar in gebruikte juten zakken, die in de landbouw, in de steenkoolhandel en in de industrie werden toegepast. Zo werd men toeleverancier van Van Thiel in Beek en Donk, die bouten produceerde. Toen de steenkool verdween, en landbouw en industrie op kunststof overgingen, evolueerde het bedrijf mee tot fabrikant van verpakkingen, maar het behield zijn oorspronkelijke naam.
Ook de Eerste Nederlandse leestenfabriek kan tot de industriële merkwaardigheden worden gerekend. Ze legt zich toe op de fabricage van en de handel in leesten.

## Cultuur en ontspanning

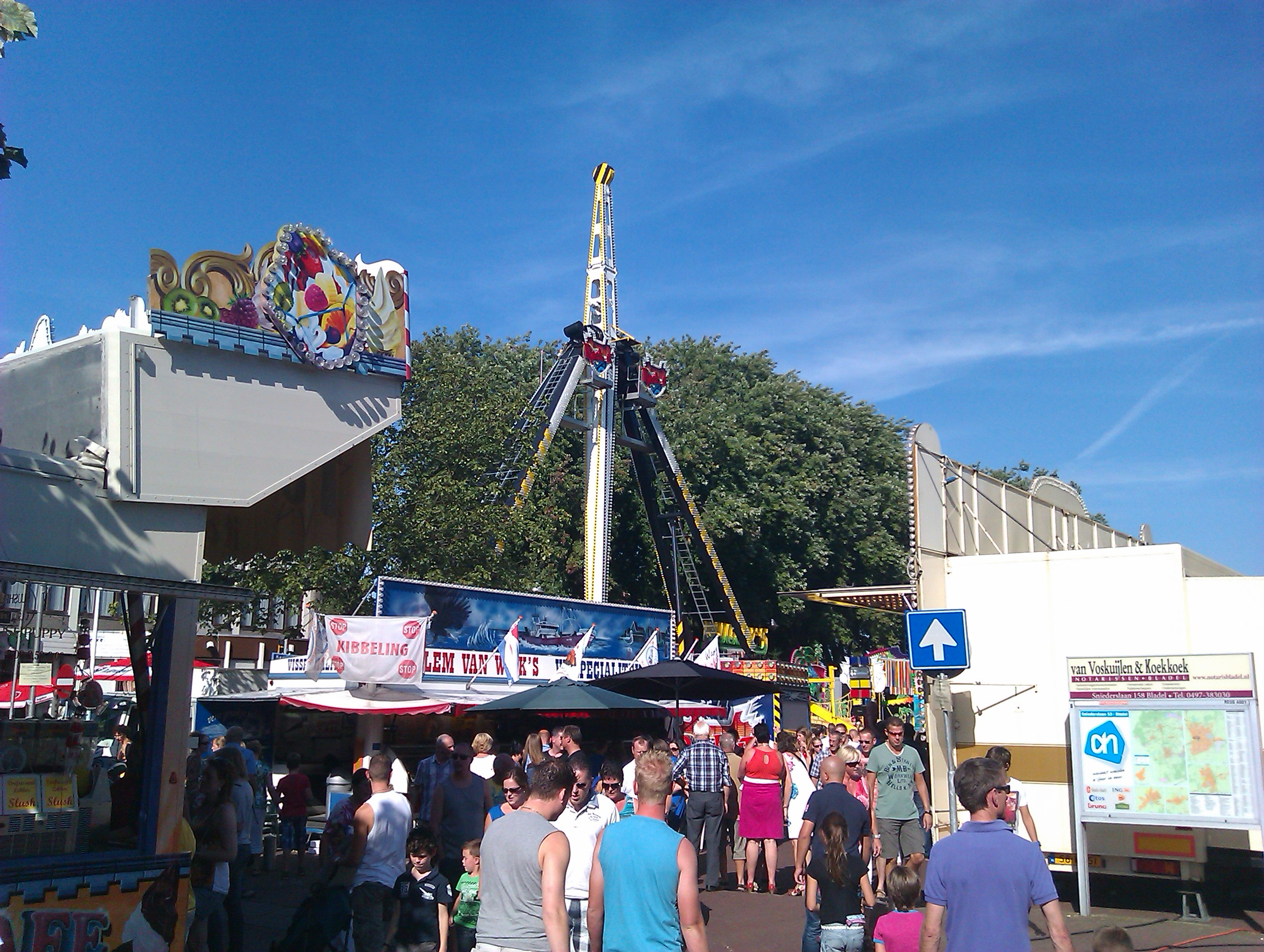
Kermis Reusel 2012

De ligging van Reusel tegen de Belgische grens en op 20 km van zowel Eindhoven als Tilburg is sterk bepalend voor de culturele rol van Reusel als uitgaanscentrum voor de Kempische jeugd.
 De kermis in het tweede weekend van september, en de daarbij horende activiteiten van de Reuselse horeca trekken jaarlijks vele bezoekers naar het dorp.

## Trivia
- Tijdens Carnaval heet het dorp 'Narrendonk'.
- Naast dat Reusel een zaligheid is, werd het over de eeuwen heen in sommige gevallen ook gerekend tot de Zeven Heerlijkheden. Reusel zou, al dan niet via Postel, gegrenst hebben aan Paal Schoongars, wat een vereiste is om de titel Heerlijkheid te mogen dragen.[4]

## Nabijgelegen kernen
| Aangrenzende kernen | Aangrenzende kernen | Aangrenzende kernen | Aangrenzende kernen | Aangrenzende kernen |
| ------------------- | ------------------- | ------------------- | ------------------- | ------------------- |
| Hooge Mierde        |                     | Hulsel              |                     | Netersel            |
|                     |                     |                     |                     |                     |
| Arendonk (B)        | Bladel              |                     |                     |                     |
|                     |                     |                     |                     |                     |
|                     |                     | Postel (B)          |                     |                     |

## Geboren in Reusel
- Chris Koolmees (1961), regisseur
- Jürgen Dirkx (1975), voetballer
- Erik van Loon (1968), rallycoureur
- Geert van der Weijst (1990), wielrenner
- Magtel de Laat (1998), (musical)actrice

## Overleden in Reusel
- Dimitri van Toren (21 mei 2015)
- Cas van Beek (26 augustus 1986)